# Xanthopimpla exigua
Xanthopimpla exigua är en stekelart som beskrevs av Krieger 1914. Xanthopimpla exigua ingår i släktet Xanthopimpla och familjen brokparasitsteklar.

## Underarter
Arten delas in i följande underarter:
- X. e. moluccana
- X. e. seorsa